# سيولا، آيوا
سيولا هي منطقة فردية في مقاطعة مونتغومري، في ولاية آيوا، الأمريكية. تقع سيولا على طريق الولايات المتحدة 71، شمال فيليسكا بـ7.2 ميل (11.6 كم).